# Choroszczewo-Kolonia
Choroszczewo-Kolonia [xɔrɔʂˈt͡ʂɛvɔ kɔˈlɔɲa] est un village polonais de la gmina de Milejczyce dans le powiat de Siemiatycze et dans la voïvodie de Podlachie.